# 징기스칸 항공
징기스칸 항공(중국어: 天骄航空, 영어: Genghis khan Airlines)은 내몽골 자치구의 수도 후허하오터 바이타 국제공항에 본사를 둔 항공사다. 징기스칸 항공은 중국 내몽골 자치구 정부의 지원을 받아 내몽골 통신투자그룹의 벤처기업이다.

## 운항 노선
- 2019년 7월 기준으로 징기스칸 항공은 다음과 같이 운항하고있다.

## 보유 기종
- 2020년 10월, 징기스칸 항공 다음과 같은 항공기를 보유하고 있다.